# Thesprotiko (Gemeindebezirk)
Thesprotiko (griechisch Θεσπρωτικό (n. sg.)) ist ein Gemeindebezirk der Gemeinde Ziros in der griechischen Region Epirus.

## Lage
Der Gemeindebezirk Thesprotiko ist im Nordwesten der Gemeinde Ziros gelegen. Im Norden grenzt Dodoni an. Zu den benachbarten Gemeindebezirken Louros und Kranea im Westen sowie Filippiada im Osten bilden zwei in Nord-Süd-Richtung verlaufende Bergzüge der Thesprotika-Berge (Θεσπρωτικά Όρη) die natürliche Grenze. Das enge Tal wird vom Lakkiotikos nach Süden hin in den Louros entwässert.

## Verwaltungsgliederung
Der Gemeindebezirk Thesprotiko ging im Rahmen der Gebietsreform 1997 aus der Zusammenlegung von sieben Landgemeinden mit der gleichnamigen Gemeinde Thesprotiko hervor. Diese wiederum war 1919 als Landgemeinde mit dem slawischen Namen Lelova (griechisch Λέλοβα (n. pl.)) gegründet worden, der bis heute unter den Bewohnern in Gebrauch ist. Zum 1. April 1927 erhielt Lelova den Namen Thesprotiko und wurde 1948 zur Gemeinde erhoben.
Mit der Verwaltungsreform 2010 wurde es mit drei weiteren Gemeinden zur neuen Gemeinde Ziros fusioniert, wo es seither einen Gemeindebezirk bildet. Dieser ist in acht Ortsgemeinschaften untergliedert.
| Ortsgemeinschaft | griechischer Name             | Code     | Fläche (km²) | Einwohner 2001 | Einwohner 2011 | Dörfer und Siedlungen              |
| ---------------- | ----------------------------- | -------- | ------------ | -------------- | -------------- | ---------------------------------- |
| Thesprotiko      | Τοπική Κοινότητα Θεσπρωτικού  | 21020301 | 26,889       | 1775           | 1363           | Thesprotiko                        |
| Assos            | Τοπική Κοινότητα Άσσου        | 21020302 | 09,960       | 0486           | 0343           | Assos, Kerasovo                    |
| Galatas          | Τοπική Κοινότητα Γαλατά       | 21020303 | 11,711       | 0400           | 0302           | Galatas, Zervo, Agios Savvas       |
| Meliana          | Τοπική Κοινότητα Μελιανών     | 21020304 | 07,774       | 0405           | 0277           | Meliana                            |
| Nikolitsi        | Τοπική Κοινότητα Νικολιτσίου  | 21020305 | 21,490       | 0448           | 0324           | Nikolitsi, Elea, Platania          |
| Pappadates       | Τοπική Κοινότητα Παππαδατών   | 21020306 | 22,368       | 802            | 551            | Pappadates, Agii Apostolii, Galini |
| Polystafylo      | Τοπική Κοινότητα Πολυσταφύλου | 21020307 | 10,978       | 0374           | 0167           | Polystafylo, Agia Triada           |
| Rizovouni        | Τοπική Κοινότητα Ριζοβουνίου  | 21020308 | 21,745       | 0784           | 0748           | Rizovouni, Ziropoli                |
| Gesamt           | Gesamt                        | 210203   | 132,915      | 5474           | 4075           |                                    |